# Racquel Sheath
Racquel Sheath (Morrinsville, Waikato, 7 de novembre de 1994) és una ciclista neozelandesa, que combina la carretera amb el ciclisme en pista. Especialista en Persecució per equips, ha obtingut una medalla de bronze als Campionats del món de l'especialitat de 2017.

## Palmarès en pista
- 2014
  -  Campiona d'Oceania en Persecució per equips
- 2016
  -  Campiona de Nova Zelanda en Persecució per equips
- 2017
  -  Campiona d'Oceania en Òmnium
  -  Campiona d'Oceania en Persecució per equips
  -  Campiona de Nova Zelanda en Madison (amb Michaela Drummond)
  -  Campiona de Nova Zelanda en Persecució per equips

### Resultats a laCopa del Món
- 2017-2018
  - 1a a Santiago de Xile, en Persecució per equips
  - 1a a Santiago de Xile, en Madison